# Vega de Riacos
Vega de Riacos es una localidad y también una pedanía de la provincia de Palencia, perteneciente al municipio de Respenda de la Peña, de cuyo Ayuntamiento depende. Está situada en la comarca de la Montaña Palentina, en el valle del río Valdavia. Su nombre significa vega de los pequeños ríos.

## Patrimonio
- Iglesia románica de una nave dedicada a San Juan Bautista, patrono del pueblo.

## Fiestas
- 29 de agosto.

## Demografía
Evolución de la población en el siglo XXI
| Gráfica de evolución demográfica de Vega de Riacos entre 2000 y 2020 |
|                                                                      |
| Población de derecho (2000-2020) según el padrón municipal del INE   |

## Historia
- En la Hispania Romana por la zona pasaban dos calzadas: las vías II y III, utilizadas por las legiones durante la campaña contra los cántabros.
- Tras la Reconquista, y con otros 24 pueblos, formaba el conjunto de Concejos de la Guzpeña, dependientes del ayuntamiento de Saldaña.
- En el siglo XVII el rey Felipe IV otorga el autogobierno a estos concejos, que pasan a depender de Respenda de la Peña, el principal entre ellos.
- A la caída del Antiguo Régimen la localidad se constituye en municipio constitucional[3] y que en el censo de 1842 contaba con 9 hogares y 47 vecinos, para posteriormente[4] integrarse en Respenda de la Peña.

## Economía
Pueblo tradicionalmente agrícola y ganadero, actualmente tiene una creciente industria turística. 